# Pholadomyoida
Аномалосдесматодові або Фоладомиодові (лат. Anomalosdesmata) — підклас молюсок (Mollusca) класу Двостулкові (Bivalvia).

## Систематика
У 2010 році нова пропонована система класифікації Bivalvia була опублікована для перегляду класифікації двостулкових молюсків.
Ряд Anomalodesmata:
- Надродина: Clavagelloidea
  - Родина: Clavagellidae
  - Родина: Penicillidae
- Надродина: Cuspidarioidea
  - Родина: Cuspidariidae
- Надродина: Myochamoidea
  - Родина: Cleidothaeridae
  - Родина: Myochamidae
- Надродина: Pandoroidea
  - Родина: Pandoridae
  - Родина: Lyonsiidae
- Надродина: Pholadomyoidea
  - Родина: Parilimyidae
  - Родина: Pholadomyidae
- Надродина: Poromyoidea
  - Родина: Poromyidae
- Надродина: Thracioidea
  - Родина: Thraciidae
  - Родина: Laternulidae
  - Родина: Periplomatidae
- Надродина: Verticordioidea
  - Родина: Lyonsiellidae
  - Родина: Verticordidae
  - Родина: Euciroidae